# Patologías del conducto auditivo externo
Las patologías del Conducto Auditivo Externo (CAE) son en su mayoría adquiridas y generalmente causan obstrucción del CAE. La mayoría de ellas se resuelven de forma rápida; pero existen otras patología más graves, como la otitis externa necrotizantes, neoplásicas tanto benignas o malignas, y la osteorradiación que requieren un cuidado más cauteloso.

## Anatomía
El oído tiene dos funciones: audición y el equilibrio con el vestíbulo, ahora se repasara la anatomía. Se puede dividir el oído externo en dos partes: pabellón auricular y conducto auditivo externo.
Pabellón auricular: Posee una cara lateral y otra media, situado en la parte lateral e inferior de la cabeza.
Conducto auditivo externo: Es una estructura cilíndrica donde tercio externo es fibrocartilaginoso y los dos tercios internos son óseos; delimitado por la membrana timpánica y por el meato auditivo externo. Tiene una posición bastante horizontal, en forma de S itálica. Mide aproximadamente 25mm de longitud por 5-9mm de diámetro.

## Patologías

### Masas Obstructivas

#### Impactación de cerumen
Es una mezcla de la secreción de glándulas apocrinas modificadas y el epitelio escamoso exfoliado; es una sustancia normal presente en el conducto auditivo externo.
Clínica: la oclusión producida por cerumen no tiene por qué ser completa, basta en muchas ocasiones pequeños acúmulos. El síntoma más común es la sensación de cuerpo extraño con percepción de movimiento dentro del oído con la masticación y al movilizar el pabellón, también suelen se frecuentes el acúfeno y la sensación de plenitud ótica. Otros síntomas son prurito, otalgia (dolor de oído), y vértigo discreto en ocasiones.
Existen varias formas de manejarlo: Agentes cerumenolíticos, autolovado con una "pera", extracción con lavado de jeringa, extracción a través de visión directa con instrumento.

#### Cuerpo extraño
Los cuerpos extraños en el CAE son frecuentes en niños, aunque también podemos encontrarlos en adultos por causas accidentales.
Pueden ser de dos tipos:
• Inorgánicos – Son los más frecuentes, pueden ser mina de lápiz, piedra, trozo de goma de borrar, abalorios.
• Orgánicos, a su vez pueden ser de dos tipos: Inanimados, como semillas de plantas. Animados, como insectos.
El manejo consiste en la extracción mediante agua. Se utiliza una jeringa de aproximadamente 200 cc, que se aplica sobre el CAE, el chorro de agua impacta sobre el tímpano y al salir el agua arrastra el cuerpo extraño. Si así no se puede extraer, se recurrirá a la utilización de un ganchito mediante otoscopia o microscopio. En el caso de patología en el oído, como perforación timpánica u oído crónico, es recomendable no realizar extracción mediante lavado. En el caso de semillas es conveniente extraerlo pronto ya que estas se pueden dilatar en el CAE y luego es más costosas su extracción. En el caso de insectos, si están vivos es conveniente matarlos previamente a la extracción con unas gotas de alcohol o  de vinagre.

### Infecciones del CAE

#### Otitis externa difusa
Es la inflamación de todo el epitelio del conducto auditivo externo, muy frecuente en las épocas más templadas del año. El agente infeccioso suele ser una Pseudomona spp (67% de los casos), Staphylococcus, Streptococcus, o bacilos gram negativos. Clínicamente hay otalgia moderada-intensa, tumefacción que estenosa el conducto auditivo externo, eritema, otorrea purulenta. El prurito aparece en muchas ocasiones, siendo  frecuentemente el síntoma con el que debuta el proceso. En cuanto al tratamiento debe ser local y sistémico. Local con gotas. Sistémico con ciprofloxacino 500 mg/12h si no es un niño y sintomático del dolor. También implica la limpieza cuidadosa del conducto.

#### Otitis externa necrotizante
Es una entidad poco frecuente pero debe sospecharse en todo paciente inmunocomprometido con otalgia, otorrea purulenta y tejido de granulación o exposición ósea en el conducto auditivo externo. Aunque Pseudomonas aeruginosa es el germen más frecuente también se han descrito casos por Staphylococcus aureus o S. epidermidis, Proteus mirabillis, Klebsiella oxytoca y P. cepacia. La infección por hongos como Aspergillus y Candida es más severa y la mortalidad hasta de 42%. El tratamiento inicial es con antimicrobianos anti-Pseudomonas y debe prolongarse al menos durante 6 semanas.

#### Forúnculo u otitis externa circunscrita
Es una infección de uno de los folículos pilosos del tercio externo del CAE. También denominado forúnculo del conducto auditivo externo.  El agente causante es el Staphylococcus aureus. Aparece prurito en la zona del meato auditivo externo, en pocas horas se transforma en dolor que va creciendo en intensidad, no refiere otorrea, ni sensación de hipoacusia. Se usa pomadas antibióticas de ácido fusídico o mupirocina en el CAE, 3 aplicaciones al día durante 7 días, generalmente es necesario utilizar fármacos sistémicos como la cloxacilina 500mg cada 6 h durante 7 días.

#### Otomicosis
Se define como una infección aguda, subaguda o crónica que afecta al epitelio escamoso del conducto auditivo externo, causada por levaduras y hongos filamentosos. La frecuencia y proporción de los agentes etiológicos varía según el área geográfica, pero predominan Cándida albicans y Aspergillus niger.(14)
Los síntomas de suelen ser inespecíficos. Las manifestaciones clínicas más habituales son: prurito, en ocasiones, dolor, descamación del epitelio y, a menudo, hipoacusia, cuando el conducto es ocluido por un tapón de hifas, cerumen y restos epiteliales.
Los manejos son: limpieza cuidadosa del conducto auditivo externo por micro aspiración, la eliminación del agente causal con antimicrobianos, la reducción de la inflamación, edema, dolor y prurito, y la eliminación o control de los factores predisponentes.

#### Síndrome de Ramsay - Hunt
Enfermedad del adulto causada por la reactivación del virus herpes varicela-zóster (virus ADN) acantonado en el ganglio  geniculado del VII par craneal tras una primoinfección ocurrida generalmente en la infancia. Es una enfermedad neurológica, cuyo componente más dramático es la parálisis facial homolateral frecuentemente irreversible. La primera manifestación clínica es el inicio de otalgia, pero poco después se manifiestan las típicas vesículas herpéticas y parálisis facial homolateral muchas veces irreversible.

### Dermatitis

#### Seborreica
Se da por un previo traumatismo, principalmente por infección de Pytirosporum.
La clínica básicamente consta de la tríada de: Placa eritematosa, dolor y sensación de quemadura. Se maneja con antifúngicos contra el Pytirosporum.

#### Eccematosa
Puede ser no infeccioso, debido a la radioterapia, a partir de la segunda semana, mayores a 60 grays, la piel tiene mayor riesgo de epidermitis exudativa o infeccioso a causa del Sthapylococcus aureus.
La clínica consta de: Eritema, descamación aumentada, edema, exudación cutánea y presencia de costras. Se maneja con pomada con gentamicina y corticoides.

### Neoplasias

#### Benignas
Son muy inusitadas y se dan mayormente en las glándulas ceruminosas. Las neoplasias más comunes son el adenoma ceruminoso y el adenoma pleomórfico. Son indoloros, pero cuando el tumor crece puede provocar dolor, plenitud auditiva, hipoacusia o sordera y otorrea. Se debe de realizar una biopsia para descartar invasión y diagnósticos diferenciales de carcinomas. Se trata con cirugía de escisión amplia con márgenes.

#### Malignas
Son aún más raras que las benignas. Las más comunes en adultos son: carcinoma de células escamosas y en niños: sarcomas. Clínicamente pueden parecerse a las benignas, es decir, ser asintomáticas, es por eso que el diagnóstico suele ser en etapas avanzadas. Se debe de hacer una biopsia del tejido afectado, un resultado negativo no excluye malignidad.El tratamiento se dará de acuerdo al tipo y severidad.